# Alexia Elena Gales
 (mai 2025).
Motif : Pas de sources secondaires centrées.
- Archive Wikiwix
- Bing
- Cairn
- DuckDuckGo
- E. Universalis
- Gallica
- Google
- G. Books
- G. News
- G. Scholar
- Persée
- Qwant
- (zh) Baidu
- (ru) Yandex
- (wd) trouver des œuvres sur Wikidata

| 1. | Préciser le motif de la pose du bandeau. | Précisez le motif de la pose du bandeau en utilisant la syntaxe suivante : {{admissibilité à vérifier\|date=juin 2025\|motif=remplacez ce texte par le motif}}                          |
| 2. | Informer les utilisateurs concernés.     | Pensez à avertir le créateur de l'article, par exemple, en insérant le code ci-dessous sur sa page de discussion : {{subst:avertissement admissibilité à vérifier\|Alexia Elena Gales}} |

 (mai 2025).
Alexia Elena Gales et une actrice roumaine née en 2003 à Brașov , elle a grandi dans un environnement bilingue, profondément influencée par les cultures roumaine et allemande.

## Biographie
Alexa a grandi à Sibiu et a appris de nombreuses langues étrangères grâce à ses parents. Elle a ensuite fréquenté l'université Johannes Honterus à Brașov.

## Filmographie
2024 : Highschool Thieves

## Référence
1. ↑  « Alexia Elena Gales - Filmmakers », sur www.filmmakers.eu (consulté le 13 mai 2025)
2. ↑  « Alexia Gales - Comédienne - e-TALENTA », sur www.e-talenta.eu (consulté le 13 mai 2025)
3. ↑  (ro) « Alexia Galeș: „Tot ce pot face eu este să mă străduiesc să trăiesc sincer în fiecare zi” • Artă & Cultură • Zile și Nopți », sur zilesinopti.ro, 21 mars 2025 (consulté le 13 mai 2025)
4. ↑  « Highschool Thieves (2024) — Distribution et Équipe technique sur MUBI », sur mubi.com (consulté le 13 mai 2025)